# جائزة موناكو الكبرى 2018
جائزة موناكو الكبرى 2018 هو سباق فورمولا 1 أقيم بتاريخ 27 مايو 2018 في حلبة موناكو. كان السادس من أصل 21 في بطولة العالم لسباقات الفورمولا واحد موسم 2018.

## الترتيب النهائي
|         | الترتيب | السائق        | النقاط |
| ------- | ------- | ------------- | ------ |
|         | 1       | لويس هاملتون  | 110    |
|         | 2       | سباستيان فيتل | 96     |
| 2       | 3       | دانيل ريكاردو | 72     |
| 1       | 4       | فالتيري بوتاس | 68     |
| 1       | 5       | كيمي رايكونن  | 60     |
| المصدر: |         |               |        |